# East (Virginia Occidental)
East es un área no incorporada ubicada en el condado de Lincoln (Virginia Occidental), Estados Unidos. Está clasificada como un asentamiento humano por el Sistema de Información de Nombres Geográficos.
Aparece registrada en U.S. Geological Survey con fecha de entrada del 1 de julio de 1993. El número de identificación asignado por el Sistema de Información de Nombres Geográficos es 1556728.

## Geografía
Se encuentra a una altitud de 233 m s. n. m. (764 pies) según el Servicio Geológico de Estados Unidos.